# Уикаб, Мария
Мария Уикаб — жрица и предводительница сопротивления майя в ходе Юкатанской войны рас (каст) на полуострове Юкатан в XIX веке. Она также была известна под прозвищами Santa Patrona («Святая покровительница») и Reina de Tulum («Королева Тулума» — современный город был основан при её участии близ древнего города майя Тулум). Видимо, её настоящее имя было Мария Петрона Уикаб, и она трижды была замужем, начиная с 1860 года.
Она располагала влиянием в религиозном движении «говорящих крестов» (Крусоб). Эта харизматичная женщина умело побуждала своих последователей подчиняться ей, апеллируя к их суевериям. В храме города Тулума она якобы истолковывала «голоса трёх крестов». Кресты стояли на алтаре, и Уикаб утверждала, что может понимать их призывы. Её имя перестало появляться в письменных источниках после 1875 года; по-видимому, к тому времени она уже умерла. Несмотря на это, конец её жизни остается загадкой. Одна из возможностей состоит в том, что она была убита собственными последователями; впрочем, она могла и умереть от старости.